# Astley Village
Astley Village – wieś w Anglii, w hrabstwie Lancashire, w dystrykcie Chorley. Leży 35 km na północny zachód od miasta Manchester i 294 km na północny zachód od Londynu. W 2001 miejscowość liczyła 3329 mieszkańców.